# 와라비타이역
와라비타이역(일본어: 蕨岱駅, わらびたいえき)은 일본 홋카이도 야마코시 군 오샤만베정에 있는 홋카이도 여객철도 하코다테 본선의 철도역이었다.

## 역 구조
1면 1선의 단선식 승강장이 있는 지상역으로, 예전에 교행 설비가 있었으나 철거되었다. 역사는 없으며, 승강장 옆에는 차장차를 개조해 만든 대합실이 있다. 오샤만베역에서 관리하는 무인역이다.

### 승강장
| ■ 하코다테 본선 | 삿포로 · 오타루 · 오샤만베 방면 |

## 역 주변
역 주변은 시설은커녕 민가도 드물 정도로 건물은 거의 없는 과소지이다.
- 국도 제5호선

## 역사
- 1904년 10월 15일 - 홋카이도 철도의 일반역으로 개업.
- 1907년 7월 1일 - 홋카이도 철도 국유화.
- 1975년 2월 7일 - 화물 취급 폐지.
- 1984년 2월 1일 - 수하물 취급 폐지.
- 1986년 11월 1일 - 무인화 및 교행 설비 철거.
- 1987년 4월 1일 - 일본국유철도 분할 민영화로 홋카이도 여객철도가 계승.
- 2007년 10월 - 역 번호 부여. S31.
- 2017년 3월 4일: 역 업무를 폐지.

## 인접한 역
| 홋카이도 여객철도 하코다테 본선 | 홋카이도 여객철도 하코다테 본선 | 홋카이도 여객철도 하코다테 본선 |
| ------------------------------- | ------------------------------- | ------------------------------- |
| S32 후타마타 오샤만베 방면      | ■ 하코다테 본선                 | S30 구로마쓰나이 오타루 방면    |